# ألفونسو رييس أوتشوا
ألفونسو رييس أوتشوا (بالإسبانية: Alfonso Reyes Ochoa) شاعر وكاتب مقال وروائي ودبلوماسي ومفكر مكسيكي، ولد في مدينة مونتيري في 17 مايو 1889. وتوفي في مكسيكو، عاصمة المكسيك في 27 ديسمبر 1959. وعرف أيضا بالكاتب العالمي المنتمي لجامعة رخيو مونتانو بولاية مونتيري.

## السيرة الذاتية
يعد ألفونسو رييس الابن التاسع للجنرال برناردو رييس وللسيدة أوريليا أوتشوا. وقد شغل والده مناصب هامة في حكومة الرئيس بورفيريو دياز 1830-1914 الذي حكم المكسيك على مدار 30 عاما في الفترة من 1876 - 1911، حيث كان حاكما لولاية ليون الجديدة ووزيرا للدفاع.

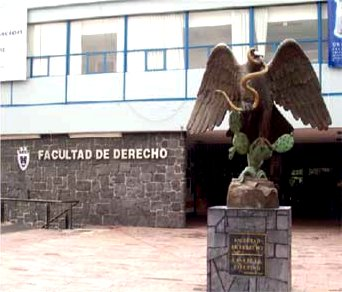
كلية الحقوق بالجامعة المستقلة بالمكسيك

وقد بدأ رييس دراسته في مدارس حي مونتيري، حيث التحق بالمدرسة الفرنسية بالمكسيك، ثم بالمدرسة المدنية بمونتيري، وبعد ذلك المدرسة الإعدادية الوطنية. وأخيرا كانت المدرسة الوطنية للقانون هي محطته الأخيرة، والتي تحولت في وقت لاحق إلى كلية الحقوق بالجامعة المستقلة بالمكسيك، بمكسيكو سيتي، حيث تخرج فيها رييس بوصفه محامٍ في 16 يوليو 1913.
وقد أسس رييس مع بعضا من الكتاب الآخرين منتدى الشباب في عام 1909 حيث كان يتجمع بيدرو هنريكيز أورنيا وأنطونيو كاسو وخوسيه فاسكونسيلوس كالديرون لقراءة ومناقشة كتاب الكلاسيكية اليونانية والتعبير عن الانعكاسات الحادة في الأدب والفلسفة العالمية مع نشر التوعية الثقافية اللازمة لذلك.
وكان النقد الذين يوجهونه للفلسفة الوضعية وللتطور الذي لاقته في المكسيك خلال فترة بورفيرياتو ذات أهمية كبيرة. وكان هو الدافع الرئيسي الذي تسبب في اندلاع الثورة الثقافية الحقيقية في المكسيك. وفي عامه الواحد والعشرين، قام رييس بنشر كتابه الأول «قضايا جمالية».

## الأعمال الادبية

### الشعر
- آثار
- أعشاب ترأومارا
- دقائق
- هوميروس في كويرنافاكا
- سول دي مونتيري

### المسرح
- إيفخنيا كروول (أوبرا في ثلاثة مشاهد من قصيدة درامية ألفونسو رييس لروبرتو تيليس أوربسا ولكنها لم تعرض)
- إيفخنيا كروول (أوبرا في خمسة مشاهد من قصيدة درامية ألفونسو رييس لياندرو اسبينوزا ولكنها لم تعرض)

### المقال
- القضايا الجمالية 1911
- الانتحاري 1917
- رؤية أنووكا 1917
- صلاة الغروب من إسبانيا
- علب من مدريد1917
- صور حقيقية وخيالية 1920
- التعاطف والاختلاف
- تقويم
- عظة من الثقافة
- قضايا جونجرا 1927
- خطاب فيرجيل 1931
- فصول في الأدب الإسباني 1939-1945
- لغتنا
- الماضي القريب
- الدراسات الهيلينية
- الفلسفة الهيلينية
- العاشر على الجبين
- ذكريات من المطبخ والسرداب
- الإثارة حقا
- المكسيك بإيجاز

### الرواية
- الكنوز الثلاثة
- المستوى المنحرف
- شجرة من البودرة
- حضور خمسة عشر
- السبعة في ديفا. حلم في مساء أغسطس

## وصلات خارجية
- ألفونسو رييس أوتشوا على موقع الموسوعة البريطانية (الإنجليزية)
- ألفونسو رييس أوتشوا على موقع مونزينجر (الألمانية)
- ألفونسو رييس أوتشوا على موقع إن إن دي بي (الإنجليزية)